# Irene Montrucchio
Irene Montrucchio Beaus (ur. 7 października 1991 w Barcelonie) – hiszpańska pływaczka synchroniczna, medalistka olimpijska z Londynu, medalistka mistrzostw świata.
W 2011 zdobyła brązowy medal mistrzostw świata w Szanghaju. Na mistrzostwach Europy rozgrywanych w Budapeszcie (2010) i Eindhoven wywalczyła trzy medale, w tym dwa złote.
W 2012 startowała w letnich igrzyskach olimpijskich w Londynie. Wystąpiła w konkurencji pływackiej drużyn i otrzymała brązowy medal dzięki rezultatowi 193,12 pkt.